# Jean Théodore Gérold
Pour les articles homonymes, voir Gérold.
Jean Théodore Gérold, né le 26 octobre 1866 à Strasbourg et mort le 15 février 1956 à Allenwiller, est un musicologue et théologien protestant alsacien.

## Biographie
Théodore Gérold est le fils de Charles Théodore Gérold, pasteur et théologien protestant alsacien francophile, et d'Élise Gérold, artiste alsacienne, peintre et aquafortiste. Il fait ses études secondaires au Gymnase protestant et est élève au conservatoire. Il soutient en 1910 une thèse à l'université allemande de Strasbourg, puis en 1916, devient privat-docent d'histoire de la musique à l'université de Bâle, puis il est chargé de cours en musicographie et directeur de l'Institut de musicologie à l'université de Strasbourg à partir de 1919. Il y soutient, en 1921, une thèse de doctorat ès lettres intitulée L'Art du chant en France au XVIIe siècle.

## Publications
- Les Pères de l'Église et la musique, Publications de la Faculté de théologie protestante de l'Université de Strasbourg, Paris, Félix Alcan, 1931[3]
- Les Chansons populaires des XVe et XVIe siècles, Heitz, 1913
- Les Psaumes de Clément Marot, Heitz, 1919
- L'Art du chant en France au XVIIe siècle, Faculté des lettres de Strasbourg, 1921
- Les plus anciennes mélodies de l'Église protestante de Strasbourg et leurs auteurs
- Les Drames liturgiques médiévaux en Catalogne
- La Musique des origines à la fin du XIVe siècle
- Le Manuscrit de Bayeux. Texte et musique d'un recueil de chansons du XVe siècle, prix baron de Joest (Académie des beaux-arts)